# Чилуфья, Эдвард
Эдвард Чилуфья (англ. Edward Chilufya; род. 17 сентября 1999, Касама) — замбийский футболист, полузащитник клуба «Мидтьюлланн» и национальной сборной Замбии.

## Клубная карьера
Является выпускником академии «Мпанде» из Замбии. В июне 2017 года перебрался в Швецию, где присоединился к столичному «Юргордену». 15 февраля 2018 года подписал с клубом профессиональный контракт, рассчитанный на четыре года. 12 марта провёл свою первую игру за клуб. В четвертьфинальном матче кубка Швеции против «Хеккена» Чилуфья появился в середине второго тайма вместо Юнатана Ринга. По итогам турнира «Юргорден» дошел до финала. В решающей игре с «Мальмё», состоявшейся 10 мая, Эдвард участия не принимал, оставшись на скамейке запасных, а его команда разгромила соперника со счётом 3:0 и завоевала трофей. Спустя две недели после финала дебютировал в чемпионате Швеции в гостевом поединке с «Гётеборгом, появившись на поле в компенсированное ко второму тайму время.
28 июля 2019 года забил первый мяч за столичный клуб в Алльсвенскане, установив окончательный счёт встречи с «Хеккеном» (2:0). В итоговой турнирной таблице «Юргорден» занял первое место и стал чемпионом страны.
30 января 2022 года перешел в датский клуб «Мидтьюлланн».

## Карьера в сборных
В 2017 году в составе юношеской сборной Замбии принимал участие в Кубке африканских наций, где замбийцы дошли до финала. В решающем матче с Сенегалом Чилуфья забил один из двух мячей своей команды, чем принёс ей победу в турнире. По итогам соревнований Эдвард попал в символическую сборную турнира и наряду с Патсоном Дакой и Лютером Сингхом стал лучшим бомбардиром, забив четыре мяча.
9 октября 2020 года дебютировал за национальную сборную Замбии в товарищеской игре с Кенией, появившись на поле в стартовом составе.

## Достижения
Замбия (до 20):
- Победитель Кубка африканских наций (до 20 лет): 2017

Юргорден:
- Чемпион Швеции: 2019
- Обладатель Кубка Швеции: 2017/18

## Клубная статистика
| Выступление      | Выступление      | Выступление      | Лига | Лига | Кубки | Кубки | Конт. кубки | Конт. кубки | Итого | Итого |
| Клуб             | Лига             | Сезон            | Игры | Голы | Игры  | Голы  | Игры        | Голы        | Игры  | Голы  |
| ---------------- | ---------------- | ---------------- | ---- | ---- | ----- | ----- | ----------- | ----------- | ----- | ----- |
| Юргорден         | Алльсвенскан     | 2018             | 8    | 0    | 2     | 1     | 2           | 0           | 12    | 1     |
| Юргорден         | Алльсвенскан     | 2019             | 9    | 1    | 4     | 0     | 0           | 0           | 13    | 1     |
| Юргорден         | Алльсвенскан     | 2020             | 16   | 2    | 2     | 0     | 3           | 0           | 21    | 2     |
| Юргорден         | Алльсвенскан     | 2021             | 25   | 6    | 5     | 6     | 0           | 0           | 30    | 12    |
| Юргорден         | Итого            | Итого            | 58   | 9    | 13    | 7     | 5           | 0           | 76    | 16    |
| Всего за карьеру | Всего за карьеру | Всего за карьеру | 58   | 9    | 13    | 7     | 5           | 0           | 76    | 16    |

## Статистика в сборной
| Матчи и голы Эдварда Чилуфьи за национальную сборную Замбии | Матчи и голы Эдварда Чилуфьи за национальную сборную Замбии | Матчи и голы Эдварда Чилуфьи за национальную сборную Замбии | Матчи и голы Эдварда Чилуфьи за национальную сборную Замбии | Матчи и голы Эдварда Чилуфьи за национальную сборную Замбии | Матчи и голы Эдварда Чилуфьи за национальную сборную Замбии |
| №                                                           | Дата                                                        | Оппонент                                                    | Счёт                                                        | Голы                                                        | Соревнование                                                |
| ----------------------------------------------------------- | ----------------------------------------------------------- | ----------------------------------------------------------- | ----------------------------------------------------------- | ----------------------------------------------------------- | ----------------------------------------------------------- |
| 1                                                           | 9 октября 2020                                              | Кения                                                       | 1:2                                                         | 0                                                           | Товарищеский матч                                           |
| 2                                                           | 3 сентября 2021                                             | Мавритания                                                  | 2:1                                                         | 0                                                           | Отборочный матч ЧМ-2022                                     |
| 3                                                           | 7 сентября 2021                                             | Тунис                                                       | 0:2                                                         | 0                                                           | Отборочный матч ЧМ-2022                                     |
| 4                                                           | 10 октября 2021                                             | Экваториальная Гвинея                                       | 1:1                                                         | 0                                                           | Отборочный матч ЧМ-2022                                     |

Итого:4 матча и 0 голов; 1 победа, 1 ничья, 2 поражения.